# 松平頼元
松平 頼元（まつだいら よりもと）は、江戸時代前期の大名。常陸国額田藩初代藩主。

## 生涯
寛永6年（1629年）7月14日、常陸国水戸藩初代藩主・徳川頼房の四男として誕生した。母は佐々木政勝の娘・勝。童名は児麿。
正保3年（1646年）冬、従四位侍従兼刑部大輔となる。
寛文元年（1661年）9月26日、兄・光圀から常陸国額田2万石を与えられ、支藩の大名となった。和歌を好み、歌集「粛山集」を著している。また、一尾伊織に師事して茶道を学んだ。
元禄6年（1693年）4月28日、死去した。享年65。
同年6月、嫡子・頼貞が跡を継いだ。

## 系譜
- 正室：嘉禰 - 小笠原忠真の娘
  - 長女：胤 - 松平信利婚約者のち相馬昌胤正室
  - 長男：頼貞
  - 次女：幸
  - 次男：本多忠国 - 本多政長養子
  - 三女：長 - 本多重益正室のち松平直丘継室
  - 四女：耶々
  - 五女：久米 - 小笠原忠雄の養女、松平宗昌正室
  - 六女：元
- 側室：紺（辻氏）
  - 三男：頼愛
  - 四男：小三郎
  - 七女：伊夜